# Tinus tibialis
Tinus tibialis är en spindelart som beskrevs av F. O. Pickard-Cambridge 1901. Tinus tibialis ingår i släktet Tinus och familjen vårdnätsspindlar. Inga underarter finns listade i Catalogue of Life.